# Tour de France 2014 – 9. etap
9. etap kolarskiego wyścigu Tour de France 2014 odbył się 13 lipca. Start etapu miał miejsce w miejscowości Gérardmer, zaś meta w Miluzie. Etap liczył 170 kilometrów.
Zwycięzcą etapu został niemiecki kolarz Tony Martin. Drugie miejsce zajął Szwajcar Fabian Cancellara, a trzecie Belg Greg Van Avermaet.

## Premie
Na 9. etapie były następujące premie:
| Rodzaj | Rodzaj            | Miejscowość/ Miejsce   | Kilometry (od startu) | Kilometry (do mety) |
| ------ | ----------------- | ---------------------- | --------------------- | ------------------- |
|        | Górska (II kat.)  | Col de la Schlucht     | 11,5 km               | 158,5 km            |
|        | Górska (III kat.) | Col du Wettstein       | 41 km                 | 129 km              |
|        | Górska (III kat.) | Côte des Cinq Châteaux | 70 km                 | 100 km              |
|        | Górska (II kat.)  | Côte de Gueberschwihr  | 86 km                 | 84 km               |
|        | Lotna             | Linthal                | 105 km                | 65 km               |
|        | Górska (I kat.)   | Le Markstein           | 120 km                | 50 km               |
|        | Górska (III kat.) | Grand Ballon           | 127 km                | 43 km               |

### Wyniki
| Górska – Col de la Schlucht |                   |        |        |
| Miejsce                     | Zawodnik          | Zespół | Punkty |
| 1.                          | Thomas Voeckler   | EUC    | 5      |
| 2.                          | Nicolas Edet      | COF    | 3      |
| 3.                          | Joaquim Rodríguez | KAT    | 2      |
| 4.                          | Tom Dumoulin      | GIA    | 1      |

| Górska – Côte des Cinq Châteaux |                      |        |        |
| Miejsce                         | Zawodnik             | Zespół | Punkty |
| 1.                              | Alessandro De Marchi | CAN    | 2      |
| 2.                              | Tony Martin          | OPQ    | 1      |

| Lotna – Linthal |                      |        |        |
| Miejsce         | Zawodnik             | Zespół | Punkty |
| 1.              | Tony Martin          | OPQ    | 20     |
| 2.              | Alessandro De Marchi | CAN    | 17     |
| 3.              | Alexandre Pichot     | EUC    | 15     |
| 4.              | Perrig Quéméneur     | EUC    | 13     |
| 5.              | Matteo Montaguti     | ALM    | 11     |
| 6.              | Mikaël Cherel        | ALM    | 10     |
| 7.              | Pierre Rolland       | EUC    | 9      |
| 8.              | Cyril Gautier        | EUC    | 8      |
| 9.              | Nicolas Edet         | COF    | 7      |
| 10.             | Tom Dumoulin         | GIA    | 6      |
| 11.             | Greg Van Avermaet    | BMC    | 5      |
| 12.             | Christian Meier      | OGE    | 4      |
| 13.             | Daniel Navarro       | COF    | 3      |
| 14.             | Kristijan Koren      | CAN    | 2      |
| 15.             | Tony Gallopin        | LTB    | 1      |

| Górska – Col du Wettstein |                      |        |        |
| Miejsce                   | Zawodnik             | Zespół | Punkty |
| 1.                        | Alessandro De Marchi | CAN    | 2      |
| 2.                        | Tony Martin          | OPQ    | 1      |

| Górska – Côte de Gueberschwihr |                      |        |        |
| Miejsce                        | Zawodnik             | Zespół | Punkty |
| 1.                             | Alessandro De Marchi | CAN    | 5      |
| 2.                             | Tony Martin          | OPQ    | 3      |
| 3.                             | Joaquim Rodríguez    | KAT    | 2      |
| 4.                             | Nicolas Edet         | COF    | 1      |

| Górska – Le Markstein |                      |        |        |
| Miejsce               | Zawodnik             | Zespół | Punkty |
| 1.                    | Tony Martin          | OPQ    | 10     |
| 2.                    | Alessandro De Marchi | CAN    | 8      |
| 3.                    | Joaquim Rodríguez    | KAT    | 6      |
| 4.                    | Nicolas Edet         | COF    | 4      |
| 5.                    | Brice Feillu         | BSE    | 2      |
| 6.                    | Tiago Machado        | TNE    | 1      |

| Górska – Grand Ballon |                   |        |        |
| Miejsce               | Zawodnik          | Zespół | Punkty |
| 1.                    | Tony Martin       | OPQ    | 2      |
| 2.                    | Joaquim Rodríguez | KAT    | 1      |

## Wyniki etapu
| Miejsce | Zawodnik             | Państwo         | Zespół                               | Czas       | Punkty |
| ------- | -------------------- | --------------- | ------------------------------------ | ---------- | ------ |
| 1.      | Tony Martin          | Niemcy          | Omega Pharma-Quick-Step Cycling Team | 4h 09' 34" | 30     |
| 2.      | Fabian Cancellara    | Szwajcaria      | Trek Factory Racing                  | +2' 45"    | 25     |
| 3.      | Greg Van Avermaet    | Belgia          | BMC Racing Team                      | +2' 45"    | 22     |
| 4.      | Tom Dumoulin         | Holandia        | Team Giant-Shimano                   | +2' 45"    | 19     |
| 5.      | Matteo Montaguti     | Włochy          | Ag2r-La Mondiale                     | +2' 45"    | 17     |
| 6.      | José Joaquín Rojas   | Hiszpania       | Movistar Team                        | +2' 45"    | 15     |
| 7.      | Steven Kruijswijk    | Holandia        | Belkin Pro Cycling Team              | +2' 45"    | 13     |
| 8.      | Mikaël Cherel        | Francja         | Ag2r-La Mondiale                     | +2' 45"    | 11     |
| 9.      | Brice Feillu         | Francja         | Bretagne-Séché Environnement         | +2' 45"    | 9      |
| 10.     | Tiago Machado        | Portugalia      | Team NetApp-Endura                   | +2' 45"    | 7      |
| 11.     | Alessandro De Marchi | Włochy          | Cannondale Pro Cycling               | +2' 45"    | 6      |
| 12.     | Daniel Navarro       | Hiszpania       | Cofidis, Solutions Crédits           | +2' 45"    | 5      |
| 13.     | Rafael Valls         | Hiszpania       | Lampre-Merida                        | +2' 45"    | 4      |
| 14.     | Cyril Gautier        | Francja         | Team Europcar                        | +2' 45"    | 3      |
| 15.     | Sérgio Paulinho      | Portugalia      | Tinkoff-Saxo                         | +2' 45"    | 2      |
| 16.     | Tony Gallopin        | Francja         | Lotto-Belisol                        | +2' 45"    | —      |
| 17.     | Pierre Rolland       | Francja         | Team Europcar                        | +2' 45"    | —      |
| 18.     | Nicolas Edet         | Francja         | Cofidis, Solutions Crédits           | +2' 45"    | —      |
| 19.     | Amaël Moinard        | Francja         | BMC Racing Team                      | +2' 45"    | —      |
| 20.     | Joaquim Rodríguez    | Hiszpania       | Team Katusha                         | +2' 51"    | —      |
| 21.     | Simon Špilak         | Słowenia        | Team Katusha                         | +2' 54"    | —      |
| 22.     | Tanel Kangert        | Estonia         | Astana Pro Team                      | +7' 46"    | —      |
| 23.     | Jakob Fuglsang       | Dania           | Astana Pro Team                      | +7' 46"    | —      |
| 24.     | Michele Scarponi     | Włochy          | Astana Pro Team                      | +7' 46"    | —      |
| 25.     | Vincenzo Nibali      | Włochy          | Astana Pro Team                      | +7' 46"    | —      |
| 26.     | Alberto Contador     | Hiszpania       | Tinkoff-Saxo                         | +7' 46"    | —      |
| 27.     | Daniele Bennati      | Włochy          | Tinkoff-Saxo                         | +7' 46"    | —      |
| 28.     | Michael Rogers       | Australia       | Tinkoff-Saxo                         | +7' 46"    | —      |
| 29.     | Wasil Kiryjenka      | Białoruś        | Team Sky                             | +7' 46"    | —      |
| 30.     | Geraint Thomas       | Wielka Brytania | Team Sky                             | +7' 46"    | —      |

## Klasyfikacje po 9. etapie

### Klasyfikacja generalna
| Miejsce | Zawodnik               | Państwo           | Zespół                               | Czas        |
| ------- | ---------------------- | ----------------- | ------------------------------------ | ----------- |
|         | Tony Gallopin          | Francja           | Lotto-Belisol                        | 38h 04' 38" |
| 2.      | Vincenzo Nibali        | Włochy            | Astana Pro Team                      | +1' 34"     |
| 3.      | Tiago Machado          | Portugalia        | Team NetApp-Endura                   | +2' 40"     |
| 4.      | Jakob Fuglsang         | Dania             | Astana Pro Team                      | +3' 18"     |
| 5.      | Richie Porte           | Australia         | Team Sky                             | +3' 32"     |
| 6.      | Michał Kwiatkowski     | Polska            | Omega Pharma-Quick-Step Cycling Team | +4' 00"     |
| 7.      | Alejandro Valverde     | Hiszpania         | Movistar Team                        | +4' 01"     |
| 8.      | Pierre Rolland         | Francja           | Team Europcar                        | +4' 07"     |
| 9.      | Alberto Contador       | Hiszpania         | Tinkoff-Saxo                         | +4' 08"     |
| 10.     | Romain Bardet          | Francja           | Ag2r-La Mondiale                     | +4' 13"     |
| 11.     | Rui Costa              | Portugalia        | Lampre-Merida                        | +4' 26"     |
| 12.     | Bauke Mollema          | Holandia          | Belkin Pro Cycling Team              | +4' 36"     |
| 13.     | Jurgen Van den Broeck  | Belgia            | Lotto-Belisol                        | +4' 36"     |
| 14.     | Cyril Gautier          | Francja           | Team Europcar                        | +4' 44"     |
| 15.     | Thibaut Pinot          | Francja           | FDJ.fr                               | +5' 06"     |
| 16.     | Tejay van Garderen     | Stany Zjednoczone | BMC Racing Team                      | +5' 08"     |
| 17.     | Jean-Christophe Péraud | Francja           | Ag2r-La Mondiale                     | +5' 11"     |
| 18.     | Geraint Thomas         | Wielka Brytania   | Team Sky                             | +5' 28"     |
| 19.     | Andrew Talansky        | Stany Zjednoczone | Garmin-Sharp                         | +5' 56"     |
| 20.     | Jurij Trofimow         | Rosja             | Team Katusha                         | +6' 12"     |

### Klasyfikacja punktowa
| Miejsce | Zawodnik           | Państwo   | Zespół                               | Punkty   |
| ------- | ------------------ | --------- | ------------------------------------ | -------- |
|         | Peter Sagan        | Słowacja  | Cannondale Pro Cycling               | 267 pkt. |
| 2.      | Bryan Coquard      | Francja   | Team Europcar                        | 156 pkt. |
| 3.      | Marcel Kittel      | Niemcy    | Team Giant-Shimano                   | 146 pkt. |
| 4.      | Alexander Kristoff | Norwegia  | Team Katusha                         | 117 pkt. |
| 5.      | Mark Renshaw       | Australia | Omega Pharma-Quick-Step Cycling Team | 101 pkt. |
| 6.      | André Greipel      | Niemcy    | Lotto-Belisol                        | 98 pkt.  |
| 7.      | Greg Van Avermaet  | Belgia    | BMC Racing Team                      | 87 pkt.  |
| 8.      | Vincenzo Nibali    | Włochy    | Astana Pro Team                      | 75 pkt.  |
| 9.      | Tony Martin        | Niemcy    | Omega Pharma-Quick-Step Cycling Team | 71 pkt.  |
| 10.     | Blel Kadri         | Francja   | Ag2r-La Mondiale                     | 63 pkt.  |

### Klasyfikacja górska
| Miejsce | Zawodnik             | Państwo         | Zespół                               | Punkty  |
| ------- | -------------------- | --------------- | ------------------------------------ | ------- |
|         | Tony Martin          | Niemcy          | Omega Pharma-Quick-Step Cycling Team | 18 pkt. |
| 2.      | Blel Kadri           | Francja         | Ag2r-La Mondiale                     | 17 pkt. |
| 3.      | Alessandro De Marchi | Włochy          | Cannondale Pro Cycling               | 17 pkt. |
| 4.      | Nicolas Edet         | Francja         | Cofidis, Solutions Crédits           | 12 pkt. |
| 5.      | Joaquim Rodríguez    | Hiszpania       | Team Katusha                         | 11 pkt. |
| 6.      | Thomas Voeckler      | Francja         | Team Europcar                        | 8 pkt.  |
| 7.      | Cyril Lemoine        | Francja         | Cofidis, Solutions Crédits           | 6 pkt.  |
| 8.      | Sylvain Chavanel     | Francja         | IAM Cycling                          | 6 pkt.  |
| 9.      | Simon Yates          | Wielka Brytania | Orica GreenEdge                      | 5 pkt.  |
| 10.     | Jens Voigt           | Niemcy          | Trek Factory Racing                  | 4 pkt.  |

### Klasyfikacja młodzieżowa
| Miejsce | Zawodnik           | Państwo         | Zespół                               | Czas        |
| ------- | ------------------ | --------------- | ------------------------------------ | ----------- |
|         | Michał Kwiatkowski | Polska          | Omega Pharma-Quick-Step Cycling Team | 38h 08' 38" |
| 2.      | Romain Bardet      | Francja         | Ag2r-La Mondiale                     | +13"        |
| 3.      | Thibaut Pinot      | Francja         | FDJ.fr                               | +1' 06"     |
| 4.      | Tom Dumoulin       | Holandia        | Team Giant-Shimano                   | +4' 08"     |
| 5.      | Peter Sagan        | Słowacja        | Cannondale Pro Cycling               | +16' 11"    |
| 6.      | Tom-Jelte Slagter  | Holandia        | Garmin-Sharp                         | +27' 54"    |
| 7.      | Ion Izagirre       | Hiszpania       | Movistar Team                        | +41' 40"    |
| 8.      | Matteo Trentin     | Włochy          | Omega Pharma-Quick-Step Cycling Team | +42' 01"    |
| 9.      | Nelson Oliveira    | Portugalia      | Lampre-Merida                        | +43' 13"    |
| 10.     | Simon Yates        | Wielka Brytania | Orica GreenEdge                      | +45' 01"    |

### Klasyfikacja drużynowa
| Miejsce | Zespół                               | Państwo           | Czas         |
| ------- | ------------------------------------ | ----------------- | ------------ |
|         | Astana Pro Team                      | Kazachstan        | 114h 22' 53" |
| 2.      | Belkin Pro Cycling Team              | Holandia          | +22"         |
| 3.      | Ag2r-La Mondiale                     | Francja           | +53"         |
| 3.      | Team Sky                             | Wielka Brytania   | +5' 31"      |
| 5.      | Omega Pharma-Quick-Step Cycling Team | Belgia            | +9' 31"      |
| 6.      | BMC Racing Team                      | Stany Zjednoczone | +10' 45"     |
| 7.      | Tinkoff-Saxo                         | Rosja             | +15' 03"     |
| 8.      | Team Europcar                        | Francja           | +15' 20"     |
| 9.      | Movistar Team                        | Hiszpania         | +20' 05"     |
| 10.     | Lampre-Merida                        | Włochy            | +20' 08"     |